# Облога Дубровника (1991-1992)
Облога Дубровника (хорв. Opsada Dubrovnika; серб. Блокада Дубровника; Blokada Dubrovnika) — облога міста Дубровник та бойові дії навколо нього під час Хорватської війни за незалежність. Підрозділи Югославської Народної Армії почали наступ на Дубровник з Чорногорії та Боснії. Три місяці обстрілів та облоги портового міста стали однією з подій, які налаштували світову спільноту  проти сербів в конфлікті в Югославії.
Облога почалася в жовтні 1991 року та завершилася на початку 1992 року після контратак хорватських військ. Облога супроводжувалася жертвами серед мирного населення. 6 грудня 1991 року в день Миколи Чудотворця югославська артилерія обстріляла місто, в результаті чого загинули 13 цивільних осіб.
Згідно з доповіддю ООН, під час облоги міста 15 000 осіб стали біженцями, з яких 7000 були евакуйовані морем в жовтні 1991 року. З жовтня по грудень 1991 року місто залишалося без електропостачання та водопостачання. Міжнародний трибунал щодо колишньої Югославії назвав облогу Дубровника: «спробою сербських сил відокремити місто від Хорватії і приєднати його до Чорногорії».

## Передумови
Дубровник — місто, розташоване в південно-західній частині колишньої Югославії на березі Адріатичного моря. Був заснований в X столітті н.е. і до сих пір зберіг історичну частину, відому як Старе Місто. До початку бойових дій в Дубровнику проживало 50 000 чоловік (з яких 82% були хорватами). На початку осені 1991 року югославське військове командування вирішило взяти Дубровник під свій контроль для того, щоб безпечно висунути механізовані підрозділи на кордон із західного Герцеговиною і з'єднатися з 9-м Кнінськім корпусом в Північній Далмації.
План операції по захопленню Дубровника був розроблений генералом Джокичем і схвалений командиром генерального штабу ЮНА Благоєм Аджичем. У вересні 1991 року командування Югославської армії прийшло до висновку, що для забезпечення загальної безпеки Чорногорії Дубровник повинен бути взятий як можна швидше. Тим більше, що це дозволило б уникнути етнічних чисток, що проходили повсюди в регіонах розпаду країни. Варто відзначити, що Чорногорське керівництво не визнавало кордонів Хорватії в області Дубровника, оскільки ті були намальовані «погано підготовленими комуністичними картографами» і вимагали якнайшвидшої ревізії. У разі успішного вторгнення територія Дубровника повинна була увійти до складу Чорногорії, а саме місто могло стати новою столицею республіки і отримати назву Никшич-На-Морі.
Дров у багаття істерії підкинули чорногорські пропагандисти, які заявили, що Дубровник є базою терористичної активності і на його території знаходиться не менше 30 000 чоловік добре підготовлених хорватських бійців і 7 000 міжнародних терористів. З цього випливало, що Хорватія готова до вторгнення, а значить, по Дубровнику слід нанести превентивний удар.
16 вересня Югославська армія спробувала провести в місті мобілізацію. Мобілізація провалилася — призовники просто не прийшли до військкоматів. Через 2 дні Югославське командування пригрозило ввести кримінальну відповідальність для всіх тих, хто ухиляється, але потенційні бійці "за народну єдність" вважали за краще залишитися вдома, розуміючи, що хорватсько-сербське зіткнення неминуче. В цьому випадку хорватам доведеться битися за свій будинок, бо Югославська армія неодмінно спробує відрізати його від решти республіки.
23 вересня підрозділи ЮНА атакували позиції хорватів в районі села Віталіна і Бргат, розташованих на схід від Дубровника. 25 вересня узбережжя Дубровника було блоковано Югославським флотом. 26 вересня Штаб Югославської армії перейменував Оперативну Групу «Східна Герцеговина» у 2-у оперативну групу, яка стала підкорятися безпосередньо федеральному міністрові оборони, після чого обидві сторони конфлікту стали готуватися до повноцінної облоги Дубровника.

## Сили сторін перед битвою

### Югославія
Всього в операції проти Дубровника мало брати участь не менше 7 000 югославських солдатів і офіцерів.
23 вересня міністр внутрішніх справ Чорногорії видав секретний наказ про повну мобілізацію Спеціального підрозділу Чорногорської поліції, бійці якого повинні були діяти спільно з югославськими військами.

### Хорватія
На початку бойових дій захисників Дуброника всього 450 чоловік, при цьому хоч якийсь бойовий досвід мали не більше 50 вояків. Озброєння у захисників було застарілим, оскільки, починаючи з 1972 року (коли Дубровник був проголошений повністю демілітаризованою зоною) в цій області не було жодного складу зброї, призначеного для територіальної оборони. Все легке озброєння хорватів було захоплено ними на ранньому етапі конфлікту під час битви за Казарми (в основному зброя була здобута на складах острова Корчула 26 вересня 1991 року).
В кінці вересня в Дубровник увійшли невеликі підрозділи хорватської поліції і хорватських сил самооборони, після чого сумарне число захисників міста збільшилася до 600 осіб. Не варто забувати і про Ескадри військових кораблів Дубровника, яка складалася з 23 судів (переважно катерів і вельботів з кулеметним озброєнням) і 117 добровольців.

## Хід облоги
Операція по захопленню Дубровника розпочалася 1 жовтня 1991 року. О п'ятій годині ранку мешканці прилеглого до Дубровника села Віталіна були розбуджені глухими залпами важких гармат. Слідом за артилерійським обстрілом на хорватську територію висунулися танки і піхотні частини Югославської Народної Армії.
У розпочатій облозі активну роль грав югославський флот, який блокував місто з моря і постійно вів обстріл Дубровника. Відразу ж після початку облоги в Дубровнику склалася важка ситуація. Почався дефіцит продуктів харчування, припинилися електропостачання та водопостачання, не вистачало питної води. Ситуацію погіршували численні біженці (до 55 000 осіб) з інших районів Хорватії, де велися широкомасштабні бойові дії.
Облога Дубровника відразу ж привернула широку увагу світової спільноти, яка від учасников конфлікту припиненням бойових дій и досягнення політічного компромісу (переформатування Соціалістічної Федератівної Республики Югославія в Конфедерацію).
8 листопада 1991 року Європейський союз увів проти Югославії економічні санкції, змушуючи всі сторони протистояння до миру. Однак бойові дії не припинилися. Югославські війська регулярно обстрілювали Дубровник з артилерії, літаків, кораблів. Жителі міста вивісили прапори ЮНЕСКО, щоб підкреслити статус міста, що перебуває під захистом цієї міжнародної організації, але обстріли продовжилися.
2 грудня 1991 року було скасовано санкції та надано економічні пільги чотирьом югославським республікам — Словенії, Хорватії, Македонії та Боснії і Герцеговині, які погодилися на план врегулювання конфлікту, запропонований ЄС. Водночас проти Сербії і Чорногорії, що відкинули пропозиції європейців з компромісного «розлучення» СФРЮ, санкції продовжували діяти. Вважається, що саме з цього моменту Європейський союз де-факто став вважати югославські республіки окремими суб'єктами міжнародного права, по суті, визнавши розпад єдиної держави під назвою «Соціалістична Федеративна Республіка Югославія».
Рішення ЄС про збереження санкцій щодо Сербії і Чорногорії не призвело до деескалації. 6 грудня 1991 року стався найінтенсивніший обстріл Дубровника — він тривав більше 10 годин. Загинуло 14 людей, близько 60 отримали поранення. Сильні пошкодження отримала стара частина міста, внесена ЮНЕСКО до списку всесвітньої культурної спадщини.
Кадри палаючого Дубровника облетіли увесь світ і стали символом героїчної оборони міста. Люди на всіх континентах співчували обложеним хорватам і переживали за долю Дубровника. Війська ЮНА постали перед усім світом в образі полчищ варварів, які вчинили замах на досягнення цивілізації. Ця картинка переламала хід подій. У результаті міжнародне співтовариство стало на бік Хорватії в її боротьбі за незалежність.
19 грудня 1991 року Хорватія визнається як незалежна держава. Першою таке рішення ухвалює Ісландія. 23 грудня Хорватію визнає Німеччина. Під тиском міжнародної громадськості югославське командування змушене припинити обстріли міста.
Тим часом падає бойовий дух ЮНА. Югославські війська стоять на місці, наступати на місто їм не дають, і сенс перебування на фронті для багатьох стає незрозумілим. Найбільш деморалізованими виявилися мобілізовані чорногорці - крім того, в тилу почалася кампанія за повернення чорногорських солдатів додому.
У духовній столиці Чорногорії Цетинє в грудні 1991 року проходять численні антивоєнні мітинги. Низка політиків вимагає від військового командування республіки повернути чорногорських солдатів із фронту без звинувачення в дезертирстві.
Одночасно хорватська армія посилюється і збільшує свою присутність у регіоні. Подейкують про істотну іноземну допомогу. Так чи інакше, але до квітня 1992 року хорватам вдається одержати низку перемог та істотно потіснити частини югославської армії.
Наприкінці весни 1992 року Хорватія остаточно і безповоротно стає незалежною державою — 22 травня 1992 року країна офіційно стала членом ООН. Через три дні, 25 травня 1992 року, за наказом командування ЮНА, облогу Дубровника було знято, югославські війська відступили.
У жовтні 1992 року Хорватія повернула контроль і над прикордонним з Чорногорією районом Конавле.

## Наслідки облоги
Під час боїв за Дубровник і його околиці було вбито або поранено близько 800 солдатів, включаючи 166 чорногорських резервістів, загинуло 92 мирних жителя, 33 тис. були змушені покинути свої оселі, майже 8 тис. залишилися без даху над головою.
За даними хорватської сторони, тільки прямий матеріальний збиток Дубровнику та району Конавле перевищує півмільярда євро.
Були зруйновані або розграбовані сотні приватних будинків, адміністративних будівель і підприємств, включно з міжнародним аеропортом Дубровник, від обстрілів серйозно постраждали архітектурні пам'ятники. З 824 будівель у Старому місті Дубровника було пошкоджено 563 (майже 70 %). Дев'ять будівель були повністю знищені і не підлягали відновленню.